# Liste der Handfeuerwaffen/D
Übersicht im Referenzwerk zu "Handfeuerwaffen D-dzl."

## Daewoo
- Daewoo DAR-21 (Südkorea - Sturmgewehr - 5,56 × 45 mm NATO)
- Daewoo DH380 (Südkorea - Pistole - 9 × 17 mm)
- Daewoo DH40 (Südkorea - Pistole - .40 S&W)
- Daewoo DH45 (Südkorea - Pistole - .45 ACP)
- Daewoo DP51 (Südkorea - Pistole - 9 × 19 mm)
- Daewoo DR-200 (Südkorea -)
- Daewoo DR-300 (Südkorea -)
- Daewoo K1 (Südkorea - Verkürztes Sturmgewehr - 5,56 × 45 mm NATO)
  - Daewoo K1A (Südkorea - Verkürztes Sturmgewehr - 5,56 × 45 mm NATO)
- Daewoo K2 (Südkorea - Sturmgewehr - 5,56 × 45 mm NATO)
- Daewoo K3 (Südkorea - lMG - 5,56 × 45 mm NATO)
- Daewoo K7 (Südkorea - MP - 9 × 19 mm)
- Daewoo USAS-12 (Südkorea - Flinte - Kaliber 12)

## DA…
- Daisy 600 (USA - Repetiergewehr - 12,7 × 99 mm NATO)
- Daisy-Heddon VL (USA -)
- DAO-12 alias Striker (Südafrika - taktische Flinte - Kaliber 12)
- Dan Wesson M1911 ACP Pistole (USA)
- Dan Wesson Model 44 Revolver (USA)
- Dardick Model 1500 (USA)

## DE…
- De Lisle Carbine (UK - Repetiergewehr - .45 ACP)
- DEB-M21
- Destroyer carbine (Spanien - Repetiergewehr - 9 × 23 mm Largo)
- Detonics Combat Master Mk 6 (USA - Pistole - .45 ACP)
- Detonics Combat Master Mk 7 (USA - Pistole - .45 ACP)
- Devel M59 (USA - Pistole - 9 × 19 mm)
- Desert Eagle (Israel - Pistole)

## Diana
- Modell 25
- Modell 35
- Modell 65
- Modell 75
- Modell 100
- Modell 820

## Diemaco
- Diemaco C7
  - Diemaco C7A1
  - Diemaco C7A2
  - Diemaco C7CT
  - Diemaco C7FT
  - Diemaco C7LSW
  - Diemaco C7LSW99
  - Diemaco C7-M203A1
- Diemaco C8
  - Diemaco C8A1
  - Diemaco C8A2
  - Diemaco C8CT
  - Diemaco C8FT
  - Diemaco C8FTHB
  - Diemaco C8SFW
    - L119A1

  - Diemaco C8SFSW
- Diemaco Chain Gun

## DL…
- Dlask Mini Moose

## DM…
- DMAX .45 ACP Carbine

## DO…
- DOG-1 Revolver
- Dorn-Revolver (Scheinigg)

## DP…
- DP lMG
  - DPM lMG
- DPMS A-15 Jungle Wolf
- DPMS Kitty Kat
- DPMS Panther Bull A-15

## DR…
- Dragunow-Scharfschützengewehr
- Dreyse 07 (Deutschland - Pistole - 7,65 mm Browning)
- Dror (Maschinengewehr) Israel - lMG

## DS…
- Samopal vz. 58
- DSchK (Sowjetunion - sMG - 12,7 × 108 mm)
- DSR-precision DSR 1

## "DU…"
- Duo (Taschenpistole 6,35 mm)

## DW…
- Lange Pistole 08
- DWM 1923 (7,65 mm Browning)